# Carme (astronomia)
Carme è un satellite irregolare retrogrado di Giove, scoperto da Seth Barnes Nicholson all'osservatorio di Mount Wilson in California nel luglio 1938.

## Nome
Il suo nome deriva dalla dea cretese Carme che concepì con Zeus la ninfa Britomarti.
Fino al 1975 questo satellite era noto semplicemente come Giove XI, oppure come Pan. Da notare che il nome Pan è stato assegnato ad un satellite di Saturno.
Il nome di questo corpo celeste è stato assegnato anche ad un gruppo di satelliti irregolari e retrogradi che orbitano attorno a Giove ad una distanza tra i 23 e i 24 milioni di chilometri con una inclinazione di 165° (Gruppo di Carme). Si tratta del membro più grande del gruppo.
Da non confondersi con l'asteroide 558 Carmen: solo la presenza del numero ci fa capire se si tratta di un asteroide e non di un satellite naturale di Giove.